# Североамериканская совка
Североамериканская совка (лат. Megascops asio) — небольшой вид сов из рода Megascops.

## Описание
Длина тела взрослых птиц от 16 до 25 см, размах крыльев 46—61 см, а масса 142—255 г. Окраска оперения ржавого цвета или тёмно-серая, со сложным узором из полос. Имеют большую, круглую голову с пучками, жёлтыми глазами, и желтоватым клювом, длина которого в среднем 1,45 см. Хвост короткий (средний размер от 6,6 до 8,6 см). Крылья широкие.

## Поведение
Североамериканская совка ведёт строго ночной образ жизни, ночуя днём в дуплах или рядом со стволами деревьев. Они довольно распространены и часто встречаются в жилых районах. Однако из-за их небольшого размера и маскировки их гораздо чаще слышат, чем видят. Данный вид сов часто можно услышать по ночам, особенно во время весеннего сезона размножения.

## Размножение
Гнездятся в дуплах дерева, естественных или вырытых дятлом. Как и все совы, эти птицы не строят гнезда; вместо этого самки откладывают яйца прямо на голый пол норы гнезда или на слой меха и перьев, оставшихся от предыдущих приёмов пищи, которые выстилают дно гнезда. Гнездящиеся пары часто возвращаются в одно и то же гнездо год за годом.

## Питание
Североамериканские совки охотятся первые четыре часа темноты. Для определения местоположения добычи используется сочетание острого слуха и зрения. Эти совы охотятся в основном с возвышения, падая на добычу. Иногда они охотятся, сканируя верхушки деревьев короткими полетами или паря в воздухе, чтобы поймать добычу. Охотится в открытых лесах, по краям открытых полей или водно-болотных угодий или совершает короткие набеги на открытые поля. При обнаружении добычи сова быстро ныряет и хватает её когтями. Мелкую добычу обычно проглатывают целиком на месте, а более крупную добычу переносят в клюве на жёрдочку, а затем разрывают на куски.
В период размножения отдаётся предпочтение крупным насекомым, причем беспозвоночные часто составляют более половины рациона сов. Некоторые регулярно употребляемые в пищу насекомых включая жуков, мотыльков, сверчков, кузнечиков и цикад.

## Паразиты
Вид подвержен заражению несколькими паразитами, в том числе Plasmodium elongatum, Plasmodium forresteri и Plasmodium gundersi.

## Сожительство со змеями
Как выяснили учёные, североамериканские совки специально извлекают из среды обитания представителей рода узкоротых змей и переносят их в свои гнёзда. Как правило, добычу, которую приносит совка в гнездо, составляют обезглавленные мыши, иногда мертвые жуки. Именно для того, чтобы уберечь свою еду от насекомых, совки специально приносят в свои гнезда змей. В свою очередь змеи поедают личинки муравьев и мух, поедающих добычу совок.

## Подвиды
Международный союз орнитологов выделяет пять подвидов:
- M. a. asio
- M. a. floridanus
- M. a. hasbroucki
- M. a. maxwelliae
- M. a. mccallii

## Фотогалерея

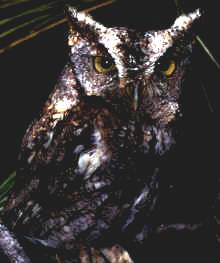
Серая морфа
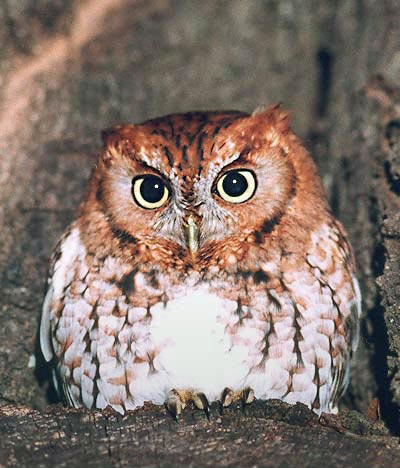
Красная морфа
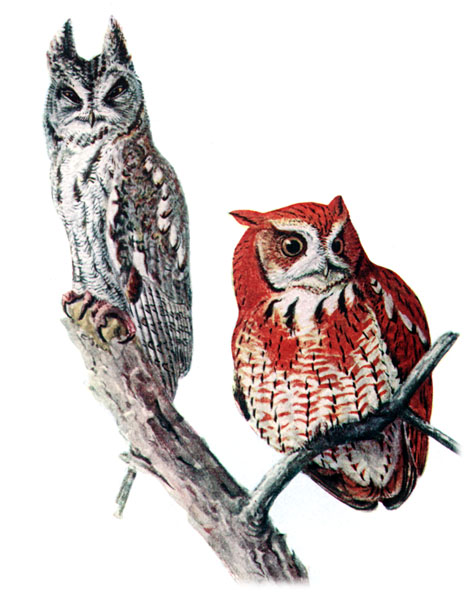
Серая (слева) и красная (справа) морфы
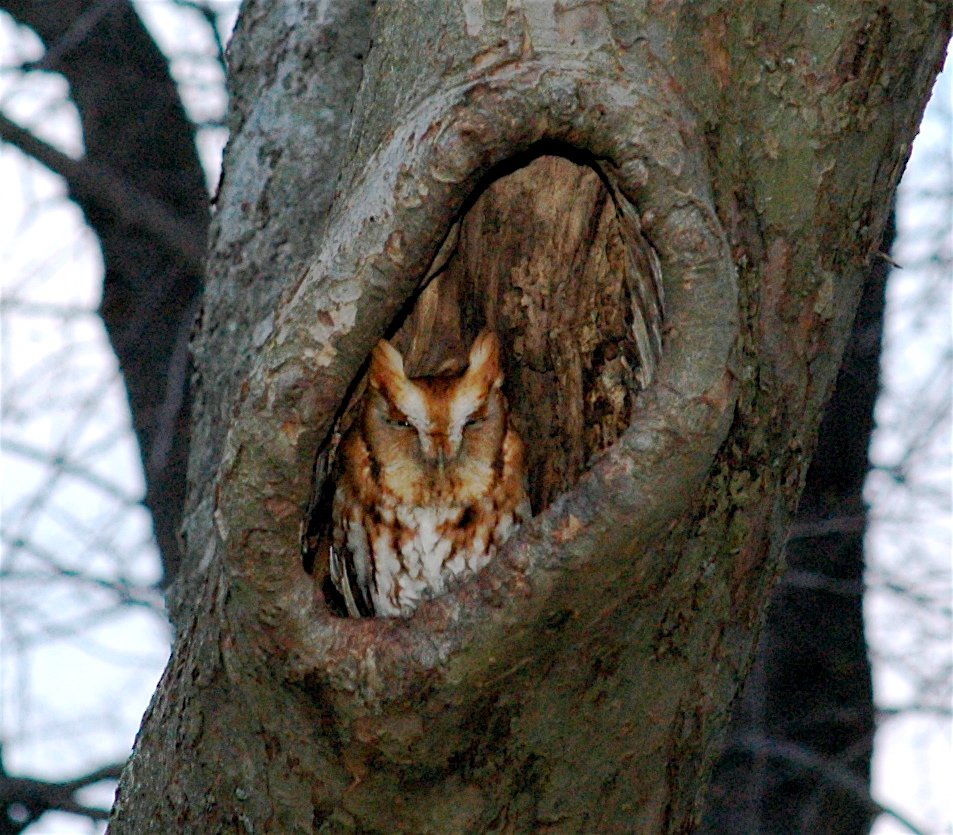
Красная морфа